# Philander mondolfii
Philander mondolfii e вид опосум от семейство Didelphidae. Видът обитава Южна Америка в страните Венецуела и Колумбия. Открит е през 2006 г. и е известен с две популации – в Кордилера де Мерида и Източна Кордилера на височина от 50 до 800 m н.в. Космената покривка на тялото е къса сива по гърба и кремава по корема. Петната над очите са големи и добре изразени, а зад ушите се забелязват по-трудно.